# Elfenbenskysten ved sommer-OL 2020
Elfenbenskysten deltog under Sommer-OL 2020 i Tokyo, som blev afviklet i perioden 23. juli til 8. august 2021.

## Medaljer
| 2020 Tokyo      | Guld | Sølv | Bronze | Total |
| Elfenbenskysten | 0    | 0    | 1      | 1     |

### Medaljevinderne
| Elfenbenskysten under sommer-OL 2020 i Tokyo | Elfenbenskysten under sommer-OL 2020 i Tokyo | Elfenbenskysten under sommer-OL 2020 i Tokyo | Elfenbenskysten under sommer-OL 2020 i Tokyo | Elfenbenskysten under sommer-OL 2020 i Tokyo |
| Medalje                                      | Navn                                         | Sport                                        | Event                                        | Dato                                         |
| -------------------------------------------- | -------------------------------------------- | -------------------------------------------- | -------------------------------------------- | -------------------------------------------- |
| Bronze                                       | Ruth Gbagbi                                  | Taekwondo                                    | Damernes 67 kg                               | 26. juli                                     |